# Comté de Lucas (Iowa)
Pour les articles homonymes, voir Comté de Lucas.
Le comté de Lucas est un comté de l'État de l'Iowa, aux États-Unis.